# Rudolf Wiesmeier
Rudolf Gerhard Wiesmeier ist ein deutscher Film-, Medien-, Werbeproduzent und Umweltunternehmer.

## Leben und Karriere

### Werbung
Wiesmeier wuchs als Sohn eines Kommunalpolitikers in Bayern auf. In seiner Jugend brach er die Schule ab und betätigte sich als Musiker, danach ging er in die Werbung. 1975 gründete er sein eigenes Unternehmen, die RG Wiesmeier Werbeagentur und machte sie ab 1978 zusammen mit seinem Chefkreativen und Kampagnenleiter Carlos Obers, der bis 2004 für ihn arbeitete, zu einem der erfolgreichsten Unternehmen der Branche. Viele renommierte Unternehmen ließen sich von der Agentur bewerben.

### Film
1995 gründete Rudolf Wiesmeier den Medienfonds Hollywood Partners und begann mit der Produktion von Kinofilmen.
Er produzierte u. a. Obsession mit Daniel Craig, 2000 Quills (mit Kate Winslet, Geoffrey Rush, Michael Caine und Joaquin Phoenix), der u. a. drei Oscar- und zwei Golden-Globe-Nominierungen erhielt. Weitere Filmprojekte waren 2002 Undisputed – Sieg ohne Ruhm von Walter Hill, mit Wesley Snipes, Ving Rhames und Peter Falk, 2003 Carolina – Auf der Suche nach Mr. Perfect mit Julia Stiles und Shirley MacLaine sowie To Kill A King mit Dougray Scott und Rupert Everett. 2005 produzierte er, zusammen mit den Marvel Studios, den Film Marvel’s Man-Thing.

### Umwelttechnik
2014 begannen die ersten Projektentwicklungen im Bereich erneuerbare Energien. Daraus folgte 2016 die Gründung der Grüngold AG. Die Grüngold AG befasst sich schwerpunktmäßig mit großen Biogasanlagen.

### Privat
Wiesmeier ist Vater eines erwachsenen Sohnes und eines Stiefsohnes und lebt in Weilheim in Oberbayern und München.

## Filmografie (Auszug)
- 1997: Obsession
- 1999: Passion – Extreme Leidenschaft
- 1999: The Missing
- 2000: Quills – Macht der Besessenheit
- 2000: The Princess & the Barrio Boy (TV-Film)
- 2002: Undisputed – Sieg ohne Ruhm
- 2003: To Kill A King
- 2003: Carolina – Auf der Suche nach Mr. Perfect
- 2005: Marvel’s Man-Thing